# شبکه ملی مبارزه با تروریسم
شبکه ملی مبارزه با تروریسم (انگلیسی: National Counter Terrorism Policing Network) ; (NCTPN) که با عنوان شبکه ضد تروریستی پلیس نیز شناخته می‌شود، شبکه همکاری ملی نیروهای پلیس در انگلیس است که برای پیشگیری و تحقیق در مورد تروریسم در انگلیس کار می‌کنند. این شبکه بر اساس توافقنامه همکاری ملی پلیس اداره می‌شود. این توافقنامه مربوط به فعالیت‌های مبارزه با تروریسم است که بر اساس بخش 22A قانون پلیس ۱۹۹۶ به وجود آمده‌است.
این شبکه پاسخگوی دولت پادشاهی متحد و کمیته هماهنگی مبارزه با تروریسم وابسته به رؤسای پلیس ملی است که ریاست آن را مأمور ارشد عملیات‌های ویژه خدمات پلیسی کلان شهری (ACSO) به عهده دارد و به عنوان رهبر ملی برای نظارت بر مبارزه با تروریسم نیز شناخته می‌شود. این شبکه از نظر عملی توسط هماهنگ‌کننده ارشد ملی مبارزه با تروریسم هماهنگ شده‌است. این هماهنگ‌کننده معمولاً دستیار معاون کمیسیون پلیس کلان شهری است که در فرماندهی مبارزه با تروریسم سازماندهی شده‌است.
این شبکه در سراسر انگلستان گسترش پیدا کرده و افسران و کارکنان متخصصی که با دبیرخانه، ام‌آی۵ و دیگر سازمان‌های اطلاعاتی، امنیتی و عدالت کیفری در سراسر جهان کار می‌کنند، را زیر نظر دارد. این شبکه از واحدهای مبارزه با تروریسم اختصاصی و واحدهای پلیس ملی تشکیل شده‌است و مسئول انجام سهم پلیس در استراتژی است.
تیم‌های مبارزه با تروریسم پلیس فدرال استرالیا، تیم‌های مجتمع ملی امنیت ملی کانادا و نیروی مشترک عملیات ضد تروریستی ایالات متحده، می‌توانند به عنوان الگوی مشابه با شبکه ملی پلیس مبارزه با تروریسم بحساب آیند.

## کمیته هماهنگی مبارزه با تروریسم
کمیته هماهنگی مبارزه با تروریسم (CTCC) در شورای روسای پلیس ملی، یک نهاد هماهنگی ملی است که از افسران بلندپایه فرماندهی مناطق نه‌گانه نیروهای پلیس ضد تروریستی علیه تروریسم و دیگر مؤسسات موضوعی در کنار نمایندگان ارشد ادارات دولتی و سایر ادارات از جمله اداره امور داخلی و ام‌آی۵ تشکیل شده‌است. ریاست آن را معاون کمیسیونر خدمات ویژه پلیس کلان شهری به نام مارک رولی به عهده دارد و معاون وی دیوید تامپسون، رئیس پلیس وست میدلند است.
CTCC در مرکز توجه پلیس مبارزه با تروریسم و مسائل مربوط به آن قرار دارد و مسئول تعیین سیاست‌های استراتژیک توسعه مبارزه علیه تروریسم و افراط گرایانه داخلی از طریق ستاد ملی مبارزه با تروریسم (NCTPHQ) است. CTCC همچنین با دولت و سایر شرکا از طرف نیروهای پلیس انگلیس همکاری می‌کند. CTCC همچنین دارای تعداد کمی از افسران بلندپایه پلیس است که تمام وقت برای ارائه راهکارها و هماهنگی استراتژیک مربوط به موضوعات خاص پلیس مبارزه با تروریسم اختصاص داده شده‌است.
به موجب توافقنامه همکاری ملی مبارزه با تروریسم، رهبری ارشد مبارزه با تروریزم مبارزه از افراد زیر تشکیل شده‌است:
رئیس CTCC، معاونان رئیس، هماهنگ‌کننده ارشد ملی، مدیر استراتژی و سیاست مبارزه با تروریسم، مدیر منابع مبارزه با تروریسم، هماهنگ‌کننده ملی حفاظت و آماده‌سازی، هماهنگ‌کننده ملی جلوگیری، و هماهنگ‌کننده ملی پیگیری‌ها که همزمان معاون هماهنگ‌کننده ارشد ملی نیز است.

## مرکز ملی مبارزه با تروریسم (NCTPHQ)
این ستاد مسئول ایجاد سیاست و استراتژی و ارائه یک صدای ملی پلیس مبارزه با تروریسم از طرف شبکه ملی پلیس مبارزه با تروریسم است. NCTPHQ همچنین پروژه‌ها و برنامه‌های ملی را هماهنگ می‌کند، خدمات اداری و پشتیبانی را به شبکه ملی ارائه می‌دهد، دولت را در بودجه و منابع مالی برای نظارت بر مبارزه با تروریسم در انگلستان و ولز توصیه می‌کند.

## مرکز ملی عملیات پلیسی مبارزه با تروریسم
در داخل NCTPHQ، مرکز ملی عملیات پلیسی مبارزه با تروریسم (NCTPOC) قرار دارد که به عنوان فرماندهی عملیاتی مرکزی کار می‌کند و از واحدهایی تشکیل شده که پشتیبانی عملیاتی از شبکه ملی پلیسی مبارزه با تروریسم تأمین می‌کند. تیم‌های مرکز عملیاتی عبارتند از:
- تیم بنادر
- تیم اطلاعاتی
- تیم مبارزه با سلاح گرم
- مرکز هماهنگی

## هماهنگ کننده ملی ارشد برای مبارزه با تروریسم
هماهنگ‌کننده ملی ارشد مبارزه با تروریسم (SNC) مسئول هماهنگ کردن تحقیقات ضد تروریستی و فعالیت‌های پیشگیرانه برای شبکه ملی مبارزه با تروریسم است. این هماهنگ‌کننده معمولاً معاون دستیار کمیسر فرماندهی پلیس ضد تروریسم کلان شهری است که در حال حاضر نیل باسو است و معاون وی آلن بار از پلیس مرزیساید است.

## واحدهای منطقه ای مبارزه با تروریسم
شبکه ملی پلیس مبارزه با تروریسم شامل یازده واحد منطقه ای مبارزه با تروریسم (CTUs) و واحدهای اطلاعاتی منطقه ای ضد تروریسم (CTIU) است که در سراسر انگلیس سرجمع‌کننده اطلاعات، عملیات و تحقیقات در زمینه کمک به جلوگیری، تضعیف و محاکمه فعالیت‌های تروریستی است. واحدها به صورت منطقه ای مستقر هستند و توسط نیروهای پلیس منطقه ای تأمین می‌شوند و شامل کارآگاهان، بازرسان مالی و سایبری، تیم‌های تماس با جامعه، تحلیل گران اطلاعات و متخصصان قانونی هستند. هر CTU هماهنگی و پشتیبانی تخصصی را برای مناطق مربوط به خود تأمین می‌کند. CTUها به شرح زیر می‌باشند:
- واحد مبارزه با تروریسم شمال غربی تحت فرماندهی پلیس منچستر بزرگ با پلیس چشایر، کامبریا، آیل آو من، پلیس لنکشایر و پلیس مرزیساید.
- واحد مبارزه با تروریسم شمال شرق به فرماندهی پلیس یورک‌شر غربی با پلیس کلیولند، پلیس شهر دورام، پلیس هامبرساید، پلیس نورثامبریا، پلیس یورک‌شر شمالی و پلیس یورک‌شر جنوبی است.
- واحد مبارزه با تروریسم در جنوب شرقی به فرماندهی پلیس دره تمز و پلیس همپشایر، پلیس کنت، پلیس ساری و پلیس ساسکس.
- واحد مبارزه با تروریسم غرب میدلندز به فرماندهی پلیس غرب میدلندز با پلیس استافوردشیر، پلیس واریکشایر و پلیس غرب مرسیا است.
- فرماندهی مبارزه با تروریسم به فرماندهی پلیس کلان شهری با پلیس شهر لندن.

واحدهای اطلاعاتی منطقه ای مبارزه با تروریسم نیز توسط نیروهای پلیس در مناطق مربوطه تأمین می‌شوند و عمدتاً عملیات جمع‌آوری اطلاعات را انجام می‌دهند. CTIUها به شرح زیر می‌باشند:
- واحد اطلاعات ضد تروریسم جنوب غربی به رهبری پلیس آون و سامرست با پلیس دون و کورنوال، پلیس دورست، پلیس گلاسترشر، پلیس ویلتشر، پلیس گرنزی پلیس و پلیس ایالت جرزی.
- واحد مبارزه با افراط گرایی و تروریسم ولز به فرماندهی پلیس جنوب ولز با پلیس دیوفد پویس، پلیس گوونت و پلیس شمال ولز.
- واحد اطلاعاتی ضد تروریستی در شرق به فرماندهی پلیس بدفوردشایر با پلیس اسکس، کمبریج شایر، هارتفورد شایر، سافولک و نورفولک.
- اداره اطلاعات ضد تروریسم شرق میدلند به فرماندهی پلیس داربی شایر با پلیس لسترشایر، پلیس لینکلن شایر، پلیس نورث هامپتون شایر و پلیس ناتینگهام شایر.
- واحد اطلاعات ضد تروریسم اسکاتلند به فرماندهی پلیس اسکاتلند.
- واحد اطلاعات ضد تروریسم ایرلند شمالی به فرماندهی سرویس پلیس ایرلند شمالی.

## شعبه‌های ویژه
علاوه بر واحدهای مبارزه با تروریسم منطقه ای، شعبه‌های ویژه محلی نیز در حفاظت از امنیت ملی کمک می‌کنند و در برخی از نیروهای پلیس این شعبه‌ها اداره شده و مأموریت به آن‌ها واگذار می‌شود.